# Neath
Neath (en Gal·lès: Castell-nedd) és una ciutat del Regne Unit, que pertany al comtat de Neath Port Talbot, Gal·les, amb una població d'aproximadament 45.898 habitants el 2001. La ciutat és la principal d'aquesta zona i està situada a la vora del riu del mateix nom, a 7 milles (11 km) entre l'est i el nord-est de Swansea.Va pertànyer al desaparegut Comtat de Glamorgan.

## Història
Històricament, Neath va ser el punt d'encreuament del riu Neath i va ser establerta com a assentament des de l'època romana, els quals van crear el fortí anomenat Nidum l'any 70 dC. La fortalesa romana va prendre el seu nom del riu Nedd, el significat d'aquesta paraula no està clara però els historiadors opinen que simplement vol dir «riu». Aquest fortí servia per cobrir la defensa d'una gran àrea i ocupava l'espai on actualment està els camp de joc del Dŵr-y-Felin Comprehensive School. En la dècada del 1960, es va informar als mitjans de comunicació del descobriment d'un campament romà molt gran que es troba per sobre de Llantwit, a l'altra banda de la vall del Neath, en què hi hauria cabuda per molts milers de tropes.
Sant Illtyd va visitar els territoris de la vall del Neath i va establir una comunitat de monjos en un indret anomenat  Llantwit a l'extrem nord de la ciutat. L'església de Sant Illtyd va ser construïda per aquest monestir al segle xi però té afegits que es van fer després de la invasió normanda, als segles xii i xiii. L'estructura normanda roman intacta i està activa avui dia dins l'Església de Gal·les.
En aquesta època Robert de Gloucester va fer construir un castell, per això en gal·lès el nom d'aquest municipi es Castell-nedd. El 1129 es va construir un altre monestir, Neath Abbey amb monjos portats de Saviny per Richard de Grenville.
Amb el temps va esdevenir una ciutat comercial on es venia principalment bestiar, que al segle xviii, va passar a ser una ciutat industrial. A Neath hi havia indústria relacionada amb el ferro, l'acer i la llauna. S'explotaven mines de carbó en els pobles de la rodalia i això va impulsar la construcció de canals i rails de ferrocarril que es fabricaven a Neath. També s'extreia diòxid de silici i l'empresari local William Weston Young va inventar un alt forn fet de maó refractari per l'aprofitament d'aquest material. El desenvolupament industrial va continuar al segle XX amb la instal·lació d'una refineria de petroli de l'empresa BP.
L'any 1018 a Neath es va celebrar l'Eisteddfod Nacional de Gal·les i també els anys 1034 i 1094.

## Clima
| Dades climàtiques a Carlisle (Cúmbria) | Dades climàtiques a Carlisle (Cúmbria) | Dades climàtiques a Carlisle (Cúmbria) | Dades climàtiques a Carlisle (Cúmbria) | Dades climàtiques a Carlisle (Cúmbria) | Dades climàtiques a Carlisle (Cúmbria) | Dades climàtiques a Carlisle (Cúmbria) | Dades climàtiques a Carlisle (Cúmbria) | Dades climàtiques a Carlisle (Cúmbria) | Dades climàtiques a Carlisle (Cúmbria) | Dades climàtiques a Carlisle (Cúmbria) | Dades climàtiques a Carlisle (Cúmbria) | Dades climàtiques a Carlisle (Cúmbria) | Dades climàtiques a Carlisle (Cúmbria) |
| Mes                                    | gen                                    | febr                                   | març                                   | abr                                    | maig                                   | juny                                   | jul                                    | ag                                     | set                                    | oct                                    | nov                                    | des                                    | anual                                  |
| -------------------------------------- | -------------------------------------- | -------------------------------------- | -------------------------------------- | -------------------------------------- | -------------------------------------- | -------------------------------------- | -------------------------------------- | -------------------------------------- | -------------------------------------- | -------------------------------------- | -------------------------------------- | -------------------------------------- | -------------------------------------- |
| Mitjana diària °C (°F)                 | 7.6 (45.7)                             | 7.5 (45.5)                             | 9.5 (49.1)                             | 12.2 (54)                              | 15.4 (59.7)                            | 17 (63)                                | 19 (66)                                | 18 (64)                                | 16 (61)                                | 13 (55)                                | 9 (48)                                 | 8 (46)                                 | 13.4 (56.1)                            |
| Mínima mitjana °C (°F)                 | 2.7 (36.9)                             | 2.4 (36.3)                             | 3.5 (38.3)                             | 5.1 (41.2)                             | 8.1 (46.6)                             | 10.9 (51.6)                            | 12.7 (54.9)                            | 12.6 (54.7)                            | 10.9 (51.6)                            | 8.7 (47.7)                             | 5.1 (41.2)                             | 3.6 (38.5)                             | 7.2 (45)                               |
| Precipitació mitjana mm (polzades)     | 137 (5.39)                             | 90 (3.54)                              | 100 (3.94)                             | 70 (2.76)                              | 79 (3.11)                              | 79 (3.11)                              | 78 (3.07)                              | 107 (4.21)                             | 114 (4.49)                             | 130 (5.12)                             | 140 (5.51)                             | 143 (5.63)                             | 1.267 (49,88)                          |
| Mitjana mensual d'hores de sol         | 49.6                                   | 67.8                                   | 108.5                                  | 159                                    | 186                                    | 183                                    | 186                                    | 173.6                                  | 132                                    | 93                                     | 69                                     | —                                      | 1.460                                  |
| Font:                                  |                                        |                                        |                                        |                                        |                                        |                                        |                                        |                                        |                                        |                                        |                                        |                                        |                                        |